# Bahamas en los Juegos Olímpicos de Atlanta 1996
Bahamas estuvo representada en los Juegos Olímpicos de Atlanta 1996 por un total de 26 deportistas que compitieron en 4 deportes.  
El portador de la bandera en la ceremonia de apertura fue el atleta Frank Rutherford.

## Medallistas
El equipo olímpico de Bahamas obtuvo las siguientes medallas:
| Nombre                                                                    | Deporte   | Competición |
| ------------------------------------------------------------------------- | --------- | ----------- |
| Oro                                                                       |           |             |
| —                                                                         |           |             |
| Plata                                                                     |           |             |
| Eldece Clark-Lewis Chandra Sturrup Sevatheda Fynes Pauline Davis-Thompson | Atletismo | 4 × 100 m F |
| Bronce                                                                    |           |             |
| —                                                                         |           |             |